# Sebastian Debertin
Sebastian Debertin (* 1965 in Hildesheim) ist ein deutscher Fernsehproduzent und Medienmanager.  Er beteiligte sich bei der Entwicklung und Leitung des fiktionalen Programmportfolios des öffentlich-rechtlichen Kinderkanals KiKA.

## Werdegang
Seit der Gründung von KiKA verantwortet er neben der Fiktion (bis 2020) den Bereich internationale Content-Akquisitionen und Koproduktionen. Von 2000 bis 2010 war Sebastian Debertin auch Stellvertreter / Abwesenheitsvertreter des Programmgeschäftsführers. Er hat nationale und internationale Auszeichnungen erhalten, darunter einen Primetime Emmy Award, den ersten TV Kids Pioneer Award. Sebastian Debertin spielte eine zentrale Rolle bei der Gründung des Kinderkanals KiKA, einem Gemeinschaftsprojekt von ARD und ZDF, das 1997 startete. In seiner Funktion als Leiter für fiktionale Inhalte, Akquisitionen und Koproduktionen war er u. a. verantwortlich für die Einführung und Produktion zahlreicher Formate und Kinderserien. Seine Arbeit umfasst die Identifizierung, Akquise und Entwicklung internationaler Produktionen, darunter Animationen und Realprogramme, die speziell für ein junges Publikum konzipiert sind. Darüber hinaus betreut er Vertragsverhandlungen mit internationalen Partnern und pflegt Beziehungen zu Distributoren und Produktionsfirmen in Europa, Nordamerika und Asien. Unter seiner Führung als Leiter für internationale Content-Akquisitionen und Koproduktionen hat KiKA einige Kinderformate auf den Bildschirm gebracht und dabei Auszeichnungen erhalten.

## Auszeichnungen
Sebastian Debertin wurde für seine Verdienste in der Kindermedienbranche mehrfach national und international ausgezeichnet. Neben Kindermedienpreisen erhielt er unter anderem den Primetime Emmy Award. Zuletzt wurde die von ihm mitinitiierte Animationsserie „Odo“ (Prod. Letko Polen und Sixteen South / UK) 2024 bei den British Animation Awards als „Best Children’s Pre-School Series“ sowie in der Kategorie „Best Design“ ausgezeichnet. Er wurde zudem 2021 mit dem ersten „TV Kids Pioneer Award“ gewürdigt.

## Filmografie (Auswahl)
| Animanimals                |
| Annedroids                 |
| Bear in the big blue House |
| Blinky Bill                |
| Care Bears                 |
| Chi-Rho – The Secret       |
| Chloés Closet              |
| Dive, Olly, Dive!          |
| Esme & Roy                 |
| Fireman Sam                |
| Goat Girl                  |
| Guess How Much I Love You  |
| I Got a Rocket             |
| Insectibles                |
| Krimi.de                   |
| Lily's Driftwood Bay       |
| Masha and the Bear         |
| Momo                       |
| Mouk                       |
| Outriders                  |
| Pocoyo                     |
| Super Wings                |
| Teletubbies                |
| The Cat in the Hat         |
| The Smurfs                 |
| The Tribe                  |
| Trotro                     |
| Yakari                     |